# NGC 2604
NGC 2604 este o galaxie spirală situată în constelația Racul. A fost descoperită în 12 martie 1785 de către William Herschel. Se află la o distanță de 36,3 de megaparseci de Pământ.